# پوهل (آلمان)
پوهل (به آلمانی: Pohl) یک شهر در آلمان است که در Verbandsgemeinde Nassau واقع شده‌است.